# Догадкин, Николай Павлович
Николай Павлович Догадкин (1918, Николаев, Херсонский уезд, Херсонская губерния, Российская империя — неизвестно, Николаев, Николаевская область) — бригадир комплексной бригады строительного управления «Жилстрой» треста «Донмашстрой» Сталинского совнархоза, Украинская ССР. Герой Социалистического Труда (1958).

## Биография
В послевоенные годы трудился в строительной организации, позднее руководил комплексной строительной бригадой управления «Жилстрой» треста «Донмашстрой». Труженики его бригады трудились на восстановлении разрушенных войной металлургических заводов Краматорска, новых промышленных предприятий и жилого фонда в Сталино и ежегодно досрочно выполняли коллективное социалистическое обязательство и плановые задания. Член КПСС.
Указом Президиума Верховного Совета СССР от 9 августа 1958 года удостоен звания Героя Социалистического Труда за «выдающиеся успехи, достигнутые в строительстве и промышленности строительных материалов» с вручением ордена Ленина и золотой медали «Серп и Молот» (№ 9349).
В 1961 году избирался делегатом XXII съезда КПСС.
В последующем трудился в различных строительных организациях, тресте «Краматорскжилстрой» Минмонтажспецстроя СССР. За выдающиеся трудовые достижения по итогам работы Восьмой пятилетки (1966—1970) награждался Орденом Октябрьской Революции.
После выхода на пенсию проживал в Николаеве. С 1977 года — персональный пенсионер союзного значения. Дата смерти не установлена.
Награды
- Герой Социалистического Труда
- Орден Ленина
- Орден Октябрьской Революции (05.04.1971)
- Медаль «За трудовую доблесть» (28.05.1960)